# Château d'eau (Klimt)
Pour les articles homonymes, voir Château d'eau (homonymie).
Château d'eau est un tableau réalisé en 1908-1909 par le peintre austro-hongrois Gustav Klimt. Cette huile sur toile est un paysage comprenant le château de Kammer et son reflet dans l'Attersee, à Schörfling am Attersee, en Haute-Autriche. L'œuvre est conservée à la galerie nationale de Prague, à Prague, en Tchéquie.

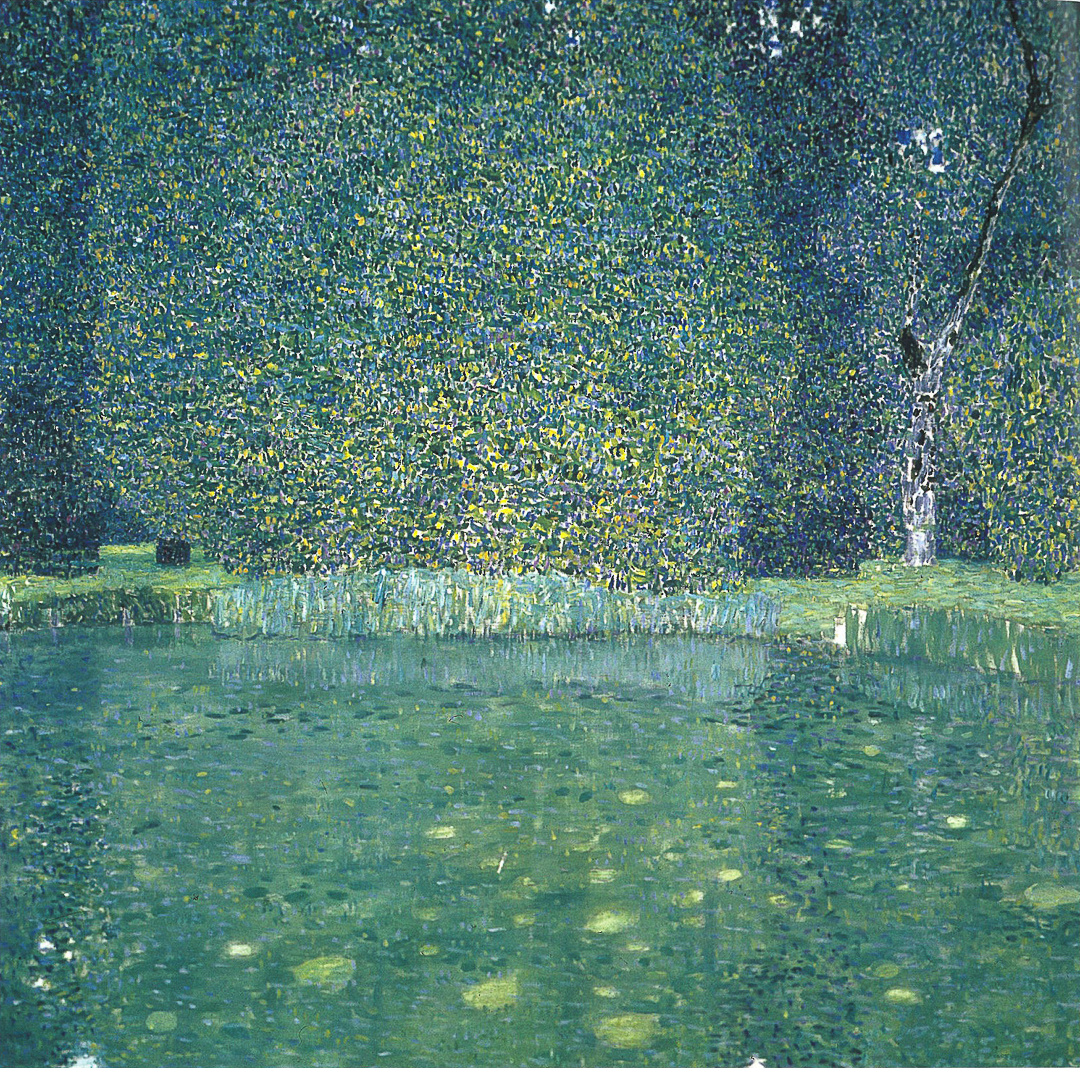
Parc au château de Kammer, 1909 – Neue Galerie, New York.